# Kassai Károly
Kassai Károly (Budapest, 1957. május 12. –) magyar színművész. Bruce Lee, Steve Carell és Jackie Chan leggyakoribb magyar hangja, de a National Geographic Channel csatornán is sokszor hallhatjuk narrátorként. Feltűnően magas vidám hangja miatt gyakran hívják szinkronizálni. Édesapja Kovács Károly színész.

## Életpályája
1975–1978 között a Nemzeti Színház stúdiójának tagja volt. 1978–1980 között a Nemzeti Színház színésze volt. 1980-ban végzett a Színház- és Filmművészeti Főiskolán. 1980–1981 között a Veszprémi Petőfi Színház tagja volt. 1981–1982 között valamint 1983–1984 és 1989–1990 között a Népszínházban volt látható. 1982–1983 között valamint 1984–1989 között a Nemzeti Színházban játszott. 1990–1993 között a Budapesti Kamaraszínházhoz szerződött. 1993 óta szabadfoglalkozású színész.

## Színpadi szerepei
- William Shakespeare: Vízkereszt, vagy amit akartok....Bolond
- Friedrich Schiller: Ármány és szerelem....Ferdinánd
- Shakespeare: Rómeó és Júlia....Paris gróf
- Gábor Andor: Dollárpapa....Fűszeressegéd
- Shakespeare: A velencei kalmár....Solanio
- Hubay Miklós: Freud, az álomfejtő álma (Különös nyáréjszaka)....Fiatal katona
- Madách Imre: Az ember tragédiája
- Weöres Sándor: Szent György és a sárkány....Scottus, római tiszt
- Alexandre Breffort: Irma, te édes....Vajszívű Mimóza
- Feydeau: Bolha a fülbe....Camille Chandebise
- Illyés Gyula: A kegyenc....Heraclius, herélt
- Brandon Thomas: Charley nénje....Lord Frank Babberley, oxfordi diák
- Sántha József: A legnagyobb....Sebastian Pichler
- Anthony Burgess: Mechanikus narancs....Rubinstein
- Eörsi István: Sírkő és kakaó....Orvos
- Shakespeare: Athéni Timon....Lucius
- Molière: Tartuffe....Lojális úr, törvényszolga
- Ahlfors: Színházkomédia....Harry, színész
- Ayckbourn: Hálószoba komédia....Malcolm
- Shakespeare: IV. Henrik....Vézna
- Carlo Goldoni: Arlecchino, a két úr szolgája....Silvio
- Shekespeare: V. Henrik....Bedford herceg
- Németh László: Galilei....Bentivoglio, főpap
- Viktor Szlavkin: Egy fiatalember felnőtt lánya....Tolja
- Hauptmann: Naplemente előtt....Egmont Clausen
- Jean Poiret: Őrült nők ketrece....Jakab
- Bíró Lajos: Sárga liliom....Basarcy András
- Molière: Tudós nők....Klitander
- Shakespeare: Julius Caesar....Ligarius
- Demy: Cherbourgi esernyők....Bernard
- Shakespeare: Ahogy tetszik....Ádám
- Anton Pavlovics Csehov: Platonov
- Shakespeare: III. Richárd....I. polgár; Hírnök; Blunt
- Valentyin Katajev: Bolond vasárnap....Sóvárgó Iván, tengerész

## Filmjei

### Játékfilmek
- A hetedik testvér (1995)
- Ének a csodaszarvasról (2002)
- Aladdin és folytatásai

### Tévéfilmek
- A két Bolyai (1978)
- A három kövér (1983)
- Mint oldott kéve 1–7. (1983)
- Szomszédok (1989)
- Jóban Rosszban (2018)

## Szinkronszerepek

### Sorozatok
| - A balfácán: Maxwell Smart - Don Adams - A Bádogember: Glitch - Alan Cumming - A férjem védelmében: Eli Gold - Alan Cumming - A kis Nicholas úrfi: Apted - Julian Fellowes - Az óceán lánya: Dr. Winston Seth - Alex Pinder - Az Öreg 67. rész: Gerd Heymann - Michael Ande - Ash vs Evil Dead: Chet Kaminski - Ted Raimi - Better Call Saul: Jimmy McGill / Saul Goodman - Bob Odenkirk - Blossom: Nick Russo - Ted Wass - Bűvölet: Oscar Sensi - Paolo Lanza - Capri - Az álmok szigete: Gennarino - Lucio Caizzi - Clara: Jens Meischberger - Friedrich Karl Praetorius - Cybill: Ira Woodbine - Alan Rosenberg - Családi kötelékek: Steven Keaton - Michael Gross - Deed bíró: Sir Ian Rochester - Simon Chandler - Dolmen: Pierre-Marie de Kersaint - Hippolyte Girardot - Downton Abbey: John Bates - Brendan Coyle - Egy kórház magánélete: Dr. Ben Samuels - David Birney - Félix, kutyának áll a világ: Arnold Koenig - Alexander Pelz - Fur TV - Lapeño Enriquez - Mak Wilson | - Gyilkossági csoport: Det. Ron Lu - Michael Paul Chan - Kisvárosi gyilkosságok: John Barnaby főfelügyelő - Neil Dudgeon - Mork és Mindy, avagy egy úr az űrből:' Remo DaVinci - Jay Thomas - Murder One:' Det. Arthur Polson - Dylan Baker - Nehéz ügy:' Peter MacFarlane - Nicholas Eadie - Ozark:' Cade Langmore - Trevor Long - Office:' Michael Scott - Steve Carell - Sándor Mátyás: Báthory Péter - Jacques Breuer - Sea Quest - A mélység titka: Lt. j.g. Timothy O'Neill - Ted Raimi - Sonny a sztár jelölt: Marshall - Michael Kostroff - Star Trek: Voyager: Neelix - Ethan Phillips - Szirének és szirénák: Lt. Lyle Springer - J.H. Wyman - Született feleségek: Dr. Adam Mayfair - Nathan Fillion - Taxi: Alex Reiger - Judd Hirsch - Te vagy az életem: Miguel Quesada - Marcelo Mazzarello - Totál szívás: Saul Goodman - Bob Odenkirk - Törekvő tanerők: Mitch Lenk - Matt Winston - Vágom a pasid!: Eugene Eubank - Pearce Quigley |

### Filmek
- Mennyei királyság: muszlim pap
- 80 nap alatt a Föld körül: Passepartout / Lau Xing - Jackie Chan
- A szmokinger: James „Jimmy” Tong - Jackie Chan
- Az angyal: Ilya Tretiak - Valeri Nikolayev
- Star Wars IV. rész – Egy új remény: Luke Skywalker - Mark Hamill (1. szinkron)
- Drágán add az életed!:' Argyle - De’voreaux White
- Egy boltkóros naplója: Ryan Koenig - Fred Armisen
- Földre szállt boszorkány: Arthur bácsi - Steve Carell
- Közönséges bűnözők: Fred Fenster - Benicio del Toro
- Oscar: Van Leland - Sam Chew Jr.
- Schimanski kelepcében: Melting - Hannes Jaenicke
- Támad a Mars!: Jerry Ross elnök titkár - Martin Short
- Vad orchideák: Jerome McFarland - Bruce Greenwood
- Érints meg és menj!: Lester - Max Wright
- Rob Roy: Archibald Cunningham - Tim Roth
- Stalingrad: Fritz Reiser tizedes - Dominique Horwitz
- Pokolfajzat 2 - Az aranyhadsereg: Johann Kraus - Seth MacFarlane
- A nagy szökés: Ives repülőtiszt - Angus Lennie
- The Borrower: Julius - Antonio Fargas
- Robotzsaru: Joe Cox - Jesse D. Goins
- Hamburger Hill: Abraham "Doc" Johnson - Courtney B. Vance
- Romper Stomper: Magoo - John Brumpton
- Aki legyőzte Al Caponét: Oscar Wallace - Charles Martin Smith
- Dave: Dave Kovic / Bill Mitchell - Kevin Kline
- Balhé Bronxban - Jackie Chan

### Animék, rajzfilmek
- Az elvarázsolt erdő - Bogáncs báró
- A Bosco léghajó kalandjai - Tutti
- Hupikék törpikék: Ábrándos
- Nils Holgersson csodálatos utazása a vadludakkal: Gunner - Hideyuki Tanaka
- South Park: Barbrady felügyelő - Maxi Atya - Trey Parker
- Süsü keselyűk: Gézengúz Guszti (Dick Dastardly) - Paul Winchell
- Csizmás kandúr: Csizmás kandúr - Michael York
- Amerikai fater: Stan Smith - Seth MacFarlane
- A bolygó kapitánya: Kwame - LeVar Burton
- Jaj, a szörnyek!: Füli
- Mia és én: Polytheus
- Lilli, a kis boszorkány: Hector
- Kung Fu Panda: Majom - Jackie Chan
- Aladdin Jágó - Gilbert Gottfried
- Rontó Ralph: Nasi király
- Agymanók: Bing Bong
- Hattyúhercegnő - Puffin
- Ichabod és Mr. Toad kalandjai - Winky
- Hüvelyk Panna - Bogár úr
- Én kicsi pónim: Varázslatos barátság - Discord (egy rész)
- Tücsök kalandok New Yorkban - Szúri, a szúnyog
- Wallace és Gromit és az elvetemült veteménylény - Wallace
- Krétazóna - Joe Tabootie
- Volt egyszer egy stúdió: Jágó - Piotr Michael

### Tévéműsorok
- Amerika csillagai: Piers Morgan
- Táncolj, ha tudsz!: Nigel Lythgoe

## Cd-k és hangoskönyvek
- Leslie L. Lawrence: A vérfarkas éjszakája
- Leslie L. Lawrence: Miranda koporsója

## Külső hivatkozások
- ISzDb
- Kassai Károly az Internet Movie Database oldalon (angolul)